# Mirzenaghili (Fizouli)
Mirzenaghili est un village de la région de Fizouli en Azerbaïdjan.

## Histoire
En 1993-1994, Mirzenaghili était sous le contrôle des forces armées arméniennes. En 1994, le village de Mirzenaghili a été rétrocédée à l'Azerbaïdjan

## Géographie
Le village de Mirzenaghili de la région de Fizouli est situé dans la circonscription administrative du village d'Ahmedalilar.

## Population
Selon les statistiques, la population du village est de 352 personnes.

## Économie
La principale occupation de la population est l'élevage et l'agriculture.